# Luca Marmorini
Luca Marmorini (* 17. Juni 1961 in Arezzo) ist ein italienischer Motortechniker, der seit vielen Jahren im internationalen Motorsport engagiert ist.

## Karriere
Luca Marmorini studierte in den 1980er Jahren an der Fakultät für Ingenieurwissenschaften der Universität Pisa. Nach seiner Sponsion 1986 promovierte er 1990.
Nach einer Zeit am Massachusetts Institute of Technology war der Italiener in unterschiedlichen Funktionen im Motorsport tätig. 1990 kam er zum ersten Mal zur Scuderia, der Rennabteilung von Ferrari, wo er erst in der Motorentwicklung und später im Bereich Forschung und Entwicklung arbeitete. Marmorini blieb bis 1999 bei Ferrari. Danach war er bei Toyota Racing aktiv und war an der Entwicklung der V10- und V8-Rennmotoren beteiligt. 2009 kehrte er zur Scuderia zurück und übernahm die Leitung der Motorenabteilung. Nach den enttäuschenden Leistungen der Scuderia 2014, die von der Teamführung vor allem auf die mangelhaften 059/3-Triebwerke zurückgeführt wurde, endete der Vertrag zwischen Marmorini und der Ferrari-Rennmannschaft im Juli 2014 vorzeitig.
Marmorini ist verheiratet, Vater zweier Kinder und lebt in Modena.